# هونوي فالس (نيويورك)
هونوي فالس (بالإنجليزية: Honeoye Falls, New York)‏ هي بلدة تقع في الولايات المتحدة في نيويورك (ولاية). يقدر عدد سكانها بـ 2,674 نسمة .

## التركيبة السكانية
حدّد مكتب تعداد الولايات المتحدة بيانات التركيبة السكانية لهونوي فالس في تعداد الولايات المتحدة. في ما يلي، التركيبة السكانية حسب تعدادي 2000 و2010.

### تعداد عام 2000
بلغ عدد سكان هونوي فالس 2,595 نسمة بحسب تعداد عام 2000، وبلغ عدد الأسر 1,114 أسرة وعدد العائلات 673 عائلة مقيمة في القرية. في حين سجلت الكثافة السكانية 386.2 نسمة لكل كيلومتر مربع (1,000.3/ميل2). وبلغ عدد الوحدات السكنية 1,156 وحدة بمتوسط كثافة قدره 172 لكل كيلومتر مربع (445.5/ميل2).
وتوزع التركيب العرقي للقرية بنسبة 97.15% من البيض و1% من الأمريكيين الأفارقة و0.15% من الأمريكيين الأصليين و0.77% من الأمريكيين ذوي الأصول الآسيوية و0.23% من الأعراق الأخرى و0.69% من عرقين مختلطين أو أكثر و1.04% من الهسبانيون أو اللاتينيون من أي عرق.
بلغ عدد الأسر 1,114 أسرة كانت نسبة 31.4% منها لديها أطفال تحت سن الثامنة عشر تعيش معهم، وبلغت نسبة الأزواج القاطنين مع بعضهم البعض 46.7% من أصل المجموع الكلي للأسر، ونسبة 11.1% من الأسر كان لديها معيلات من الإناث دون وجود شريك، بينما كانت نسبة 2.6% من الأسر لديها معيلون من الذكور دون وجود شريكة وكانت نسبة 39.6% من غير العائلات. تألفت نسبة 34.8% من أصل جميع الأسر من عدة أفراد يعيشون في نفس المنزل ونسبة 18% كانت تتألف من شخص يعيش بمفرده يبلغ من العمر 65 عاماً أو أكثر. وبلغ متوسط حجم الأسرة المعيشية 2.26، أما متوسط حجم العائلات فبلغ 2.95.
بلغ العمر الوسطي للسكان 41.2 عاماً. وكانت نسبة 24.2% من القاطنين تحت سن الثامنة عشر، وكانت نسبة 5.6% بين الثامنة عشر والرابعة والعشرين عاماً، ونسبة 26.3% كانت واقعةً في الفئة العمرية ما بين الخامسة والعشرين والرابعة والأربعين عاماً، ونسبة 25.1% كانت ما بين الخامسة والأربعين والرابعة والستين، ونسبة 15.7% كانت ضمن فئة الخامسة والستين عاماً فما فوق. يوجد لكل 100 أنثى 83.3 ذكر، ويوجد لكل 100 أنثى في الثامنة عشر من عمرها فما فوق 77.6 ذكر.
بلغ متوسط دخل الأسرة في القرية 47,413 دولارًا، أما متوسط دخل العائلة فبلغ 66,818 دولارًا. وكان متوسط دخل الذكور 46,136 دولارًا مقابل 35,299 دولارًا للإناث. وسجل دخل الفرد الخاص بالقرية 27,987 دولارًا. وكانت نسبة 0.6% من العائلات ونسبة 2.5% من السكان تحت خط الفقر، وكان من هؤلاء نسبة 2.3% تحت سن الثامنة عشر ونسبة 4.6% في الخامسة والستين من العمر وما فوق.

### تعداد عام 2010
بلغ عدد سكان هونوي فالس 2,674 نسمة بحسب تعداد عام 2010، وبلغ عدد الأسر 1,184 أسرة وعدد العائلات 702 عائلة مقيمة في القرية. في حين سجلت الكثافة السكانية 397.9 نسمة لكل كيلومتر مربع (1,030.6/ميل2). وبلغ عدد الوحدات السكنية 1,274 وحدة بمتوسط كثافة قدره 189.6 لكل كيلومتر مربع (491.1/ميل2).
وتوزع التركيب العرقي للقرية بنسبة 96.41% من البيض و0.67% من الأمريكيين الأفارقة و0.19% من الأمريكيين الأصليين و0.60% من الأمريكيين ذوي الأصول الآسيوية و0.41% من الأعراق الأخرى و1.72% من عرقين مختلطين أو أكثر و1.76% من الهسبانيون أو اللاتينيون من أي عرق.
بلغ عدد الأسر 1,184 أسرة كانت نسبة 31.5% منها لديها أطفال تحت سن الثامنة عشر تعيش معهم، وبلغت نسبة الأزواج القاطنين مع بعضهم البعض 42.7% من أصل المجموع الكلي للأسر، ونسبة 12.5% من الأسر كان لديها معيلات من الإناث دون وجود شريك، بينما كانت نسبة 4.1% من الأسر لديها معيلون من الذكور دون وجود شريكة وكانت نسبة 40.7% من غير العائلات. تألفت نسبة 35.6% من أصل جميع الأسر من عدة أفراد يعيشون في نفس المنزل ونسبة 16.6% كانت تتألف من شخص يعيش بمفرده يبلغ من العمر 65 عاماً أو أكثر. وبلغ متوسط حجم الأسرة المعيشية 2.25، أما متوسط حجم العائلات فبلغ 2.96.
بلغ العمر الوسطي للسكان 41.9 عاماً. وكانت نسبة 24.8% من القاطنين تحت سن الثامنة عشر، وكانت نسبة 7% بين الثامنة عشر والرابعة والعشرين عاماً، ونسبة 22.6% كانت واقعةً في الفئة العمرية ما بين الخامسة والعشرين والرابعة والأربعين عاماً، ونسبة 30.4% كانت ما بين الخامسة والأربعين والرابعة والستين، ونسبة 15.2% كانت ضمن فئة الخامسة والستين عاماً فما فوق. وتوزع التركيب الجنسي للسكان بنسبة 47% ذكور و53% إناث.

## أعلام
- ديفيد فرنسيس باري